# قيادة الانتقال الامني متعددة الجنسيات العراق
قيادة الانتقال الأمني متعددة الجنسيات – العراق (بالإنجليزية: Multi-National Security Transition Command – Iraq أو MNSTC-I) كانت قيادة دعم وتنظيم وتدريب تابعة لوزارة الدفاع (الولايات المتحدة). أُنشئت في يونيو 2004، وكانت أحد تشكيلات القوات متعددة الجنسيات في العراق، مسؤولة عن تطوير وتنظيم وتدريب وتجهيز واستدامة وزارة الدفاع (العراق) مع القوات المسلحة العراقية بما في ذلك القوات الخاصة العراقية، ووزارة الداخلية (العراق) مع الشرطة العراقية وقوات حماية الحدود وحماية المنشآت وقوات أخرى. كان مقرها في المنطقة الخضراء ببغداد في قاعدة فينيكس، وهي مدرسة ابتدائية سابقة.
حلَّ مكتب الانتقال الأمني (OST) محل مكتب التعاون الأمني (الذي استمر ثلاثة أشهر فقط). تولى الجنرال ديفيد بتريوس أول قيادة للمكتب، وكان نائبه العميد نايجل أيلوين-فوستر من الجيش البريطاني. لم يستمر المكتب سوى شهر واحد قبل أن يتحول رسميًا إلى MNSTC-I.
كانت مهمة MNSTC-I مساعدة وزارتي الدفاع والداخلية العراقية في تحسين الجودة والأداء المؤسسي. هدفها أن تتولى قوات الأمن العراقية تدريجيًا مسؤولية حماية السكان، وتطوير مؤسسات أمنية قادرة على الحفاظ على الأمن مع تقليل الاعتماد على قوات التحالف. لذلك كانت مهمة MNSTC-I جزءًا أساسيًا من استراتيجية الخروج الأمريكية.
أُرسل عدد كبير من الحرس الوطني (الولايات المتحدة) واحتياطي الجيش الأمريكي، بما في ذلك وحدات من الفرقة 98. ذكر كتاب أوين ويست آكِلو الأفاعي انتقادات علنية حول جودة المستشارين، إذ كان هناك تصور أن فرق الإرشاد تُكوَّن من "البقايا". كما لم يكن المستشارون مهيئين ثقافيًا أو معرفيًا عن العراق والإسلام إلا بشكل سطحي.

## التأسيس والتنظيم
نشأت القيادة استجابةً لحاجة إنشاء جيش عراقي جديد تحت سلطة الائتلاف المؤقتة، عبر تشكيل فريق تدريب المساعدة العسكرية للتحالف (CMATT) بقيادة اللواء بول إيتون. كما عملت وزارة الخارجية على بناء شرطة جديدة من خلال فريق مساعدة الشرطة المدنية، ومهام استشارية لوزارتي الدفاع والداخلية. جُمعت هذه المهام تحت قيادة MNSTC-I.
بدأت القيادة بثلاثة فرق تدريبية:
- فريق تدريب المساعدة العسكرية للتحالف، لتنظيم وتدريب وتجهيز القوة البرية العراقية.
- فريق الدعم الاستشاري للقيادة المشتركة (JHQ-ST) لدعم قيادة الجيش العراقي في تطوير أنظمة القيادة والسيطرة والتخطيط التشغيلي.
- فريق مساعدة الشرطة المدنية (CPATT) لتنظيم وتدريب وتجهيز الشرطة العراقية.

مع مرور الوقت توسعت القيادة لتشمل وحدات فرعية مثل:
- فريق التدريب الاستشاري لجيش التحالف (CAATT)
- فريق الانتقال الجوي للقوة الجوية العراقية (CAFTT)
- فريق الانتقال البحري الاستراتيجي (MaSTT)
- فريق الانتقال الاستخباراتي (ITT)
- فريق مكافحة الإرهاب الوطني العراقي (INCTF)
- مكتب المساعدة الأمنية (SAO)
- فرق الانتقال لوزارتي الدفاع والداخلية (MOD-TT / MOI-TT)

كما تعاونت مع بعثة الناتو للتدريب في العراق، حيث كان قائد MNSTC-I يشغل أيضًا منصب قائد بعثة الناتو.
في يونيو 2009، أُعيد تنظيم الهيكل بإنشاء بعثة التدريب والإرشاد العراقية (ITAM)، وبعثة المساعدة الأمنية العراقية (ISAM)، ومجموعة استراتيجية الشراكة (PSG-I)، مع إعادة تسمية معظم الفرق السابقة تحت مسميات ITAM وISAM.

## القادة
- الفريق أول ديفيد بتريوس (يونيو 2004 – سبتمبر 2005)
- الفريق أول مارتن ديمبسي (سبتمبر 2005 – يونيو 2007)
- الفريق أول جيمس إم. دوبك (يونيو 2007 – يوليو 2008)
- الفريق أول فرانك هلميك (يوليو 2008 – أكتوبر 2009)
- الفريق أول مايكل د. باربيرو (أكتوبر 2009 – يناير 2011)

خلفهم اللواء مايكل فيريتر كنائب قائد للاستشارة والتدريب حتى أكتوبر 2011.